# Alexeï Martynov
Alexeï Vassilievitch Martynov (Алексе́й Васи́льевич Марты́нов), né le 12/24 juin 1868 dans le gouvernement de Riazan et mort le 24 janvier 1934 à Moscou, est un chirurgien russe et soviétique, professeur ordinaire de l'université impériale de Moscou, doyen de la faculté de l'université d'État de Moscou (1919-1922), travailleur scientifique émérite de la RSFSR (1933).

## Biographie

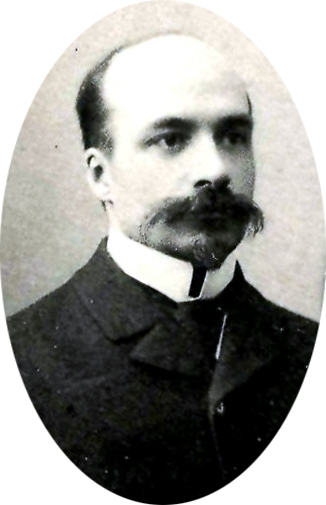
A.V. Martynov.

Il naît dans une famille de la noblesse de province. Son père, ancien étudiant de la faculté de médecine de Moscou, est docteur en médecine. Alexeï Martynov est diplômé avec une médaille d'argent du Premier gymnasium de garçons du gouvernement de Riazan (1886) et diplômé de la faculté de médecine de Moscou (1891). Il travaille d'abord à l'hôpital Basmannaïa, puis au nouvel hôpital Catherine de la rue Petrovka. Il  étudie aussi à l'institut de chirurgie opératoire et d'anatomies topographique sous Alexandre Bobrov. En 1897, il obtient le diplôme de docteur en médecine pour sa thèse La Chirurgie du pancréas et en 1898, il devient professeur associé (privat-dozent) à l'université de Moscou.
Quelques années plus tard, il part pendant une courte période pour Kharkov; en 1904-1905, il est professeur extraordinaire à la chaire de pathologie chirurgicale de l'université impériale de Kharkov. Il retourne en 1905 à Moscou comme directeur de clinique chirurgicale au nouvel hôpital Catherine. Il est secrétaire du conseil de médecine de la faculté de l'université de Moscou. En 1910, il est nommé professeur ordinaire de l'université de Moscou et directeur de clinique chirurgicale hospitalière. Il est doyen de la faculté de médecine de l'université de Moscou (1919-1922).
En 1914, il est envoyé sur le Front Nord-Ouest. De 1917 à 1921, il travaille à l'institut de traumatologie de Moscou.
Il est membre fondateur et président (1925), puis membre honoraire (1927) de la Société des chirurgiens russes.
Il est inhumé au cimetière Novodievitchi.

«...A. V. Martynov nous a séduits par ses lumières et son tact chirurgical intelligent. Ce même professeur bienveillant parlait doucement, mais les étudiants captaient avidement ses paroles», se souvient son étudiant d'après la Révolution Alexandre Miasnikov.

## Publications
Il est l'auteur de plusieurs ouvrages sur le traitement chirurgical des maladies du foie, des voies biliaires, de la thyroïde et du pancréas oblitérant l'endartérite. Il a proposé une modification de l'orifice herniaire, l'ectomie du goitre, ainsi qu'un symptôme en forme de fer à cheval du rein (dissection du fer à cheval, 1910).

## Hommage
La chaire de chirurgie hospitalière de la faculté de médecine de l'université de Moscou porte depuis 1934 le nom de Martynov.